# مانگو پارک
مانگو پارک (انگلیسی: Mungo Park؛ ۱۱ سپتامبر ۱۷۷۱ – ۱۸۰۶) یک کاشف اسکاتلندی غرب آفریقا است. او اولین غربی شناخته شده است که به بخش مرکزی رودخانه نیجر سفر کرد. سفرنامه او هنوز هم به چاپ می‌رسد.

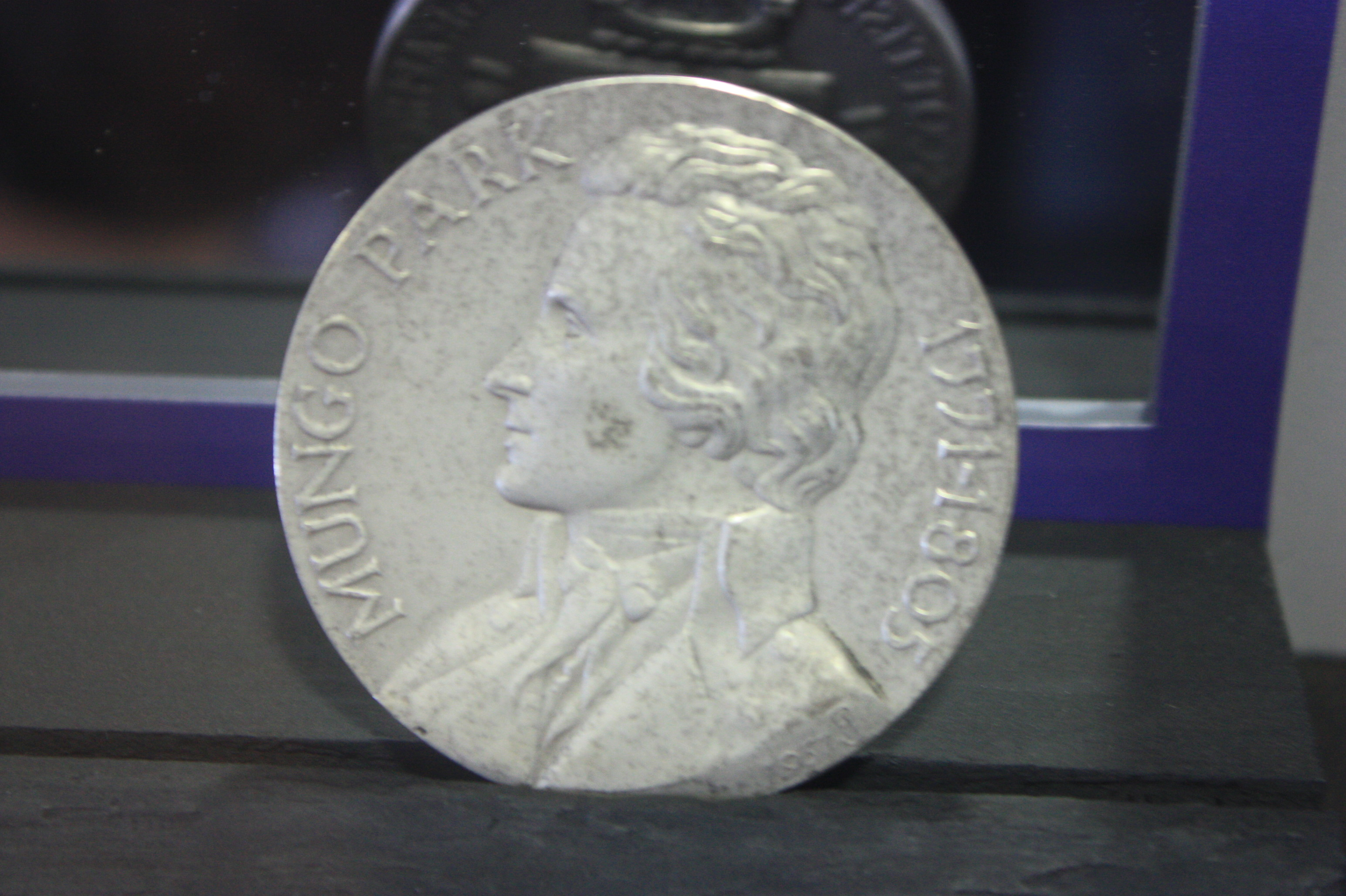
مدال یادبود مانگو پارک